# Komárov, Beroun
Komárov là một chợ huyện thuộc huyện Beroun, vùng Středočeský, Cộng hòa Séc.